# Titus Vibius Varus (consul en 134)
Titus Vibius Varus (fl. 131-134) était un homme politique de l'Empire romain.

## Vie
Fils de Titus Vibius Varus.
Il était légat en Cilicie en 131 et consul en 134.
Il fut le père de Titus Clodius Vibius Varus.